# Sobór bazylejsko-ferrarsko-florencki
Sobór florencki, sobór ferraro-florencki, sobór w Bazylei, Ferrarze, Florencji i Rzymie – XVII sobór powszechny Kościoła katolickiego, zwołany 1 lutego 1431 roku przez papieża Marcina V do Bazylei i kontynuowany następnie w latach 1437–1439 w Ferrarze, 1439–1443 we Florencji i 1443–1445 w Rzymie.

## Historia soboru

### W Bazylei
Sobór w Bazylei został zwołany przez papieża Marcina V. Odbył się po jego śmierci, kiedy papieżem był Eugeniusz IV. Został otwarty 23 lipca 1431 r. Ze względu na małą liczbę uczestników pierwsze uroczyste posiedzenie odbyło się dopiero 18 grudnia 1431 r.
Cele soboru: rozwiązanie problemu husytyzmu, zaprowadzenie pokoju między władcami chrześcijańskimi oraz reforma Kościoła. 12 listopada 1431 r. papież Eugeniusz IV ze względu na rokowania w sprawie unii z Grekami przeniósł na 18 miesięcy obrady soboru do Bolonii.
Na soborze uchwalono dekret o wyższości soboru nad papieżem. Spowodowało to konflikt z papieżem Eugeniuszem IV, który ogłosił nieważność soboru i 8 sierpnia 1438 zwołał nowy sobór w Ferrarze.
W odpowiedzi sobór ekskomunikował Eugeniusza IV i wybrał antypapieża Feliksa V. Podczas soboru odbył się w Bazylei symboliczny pogrzeb króla Polski Władysława Jagiełły, zgodnie z ceremoniałem pogrzebowym Kazimierza Wielkiego opisanym przez Janka z Czarnkowa, wyprawiony przez biskupa poznańskiego Stanisława Ciołka, na którym obecny był także Paweł Włodkowic i nuncjusz papieski, pocieszający zapłakanych gości.

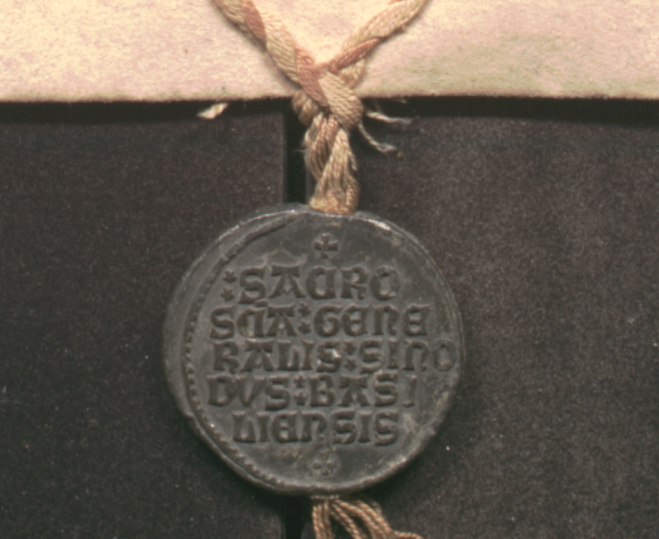
Bulla (ołowiana pieczęć) soboru bazylejskiego (w zbiorach AGAD)

### W Ferrarze

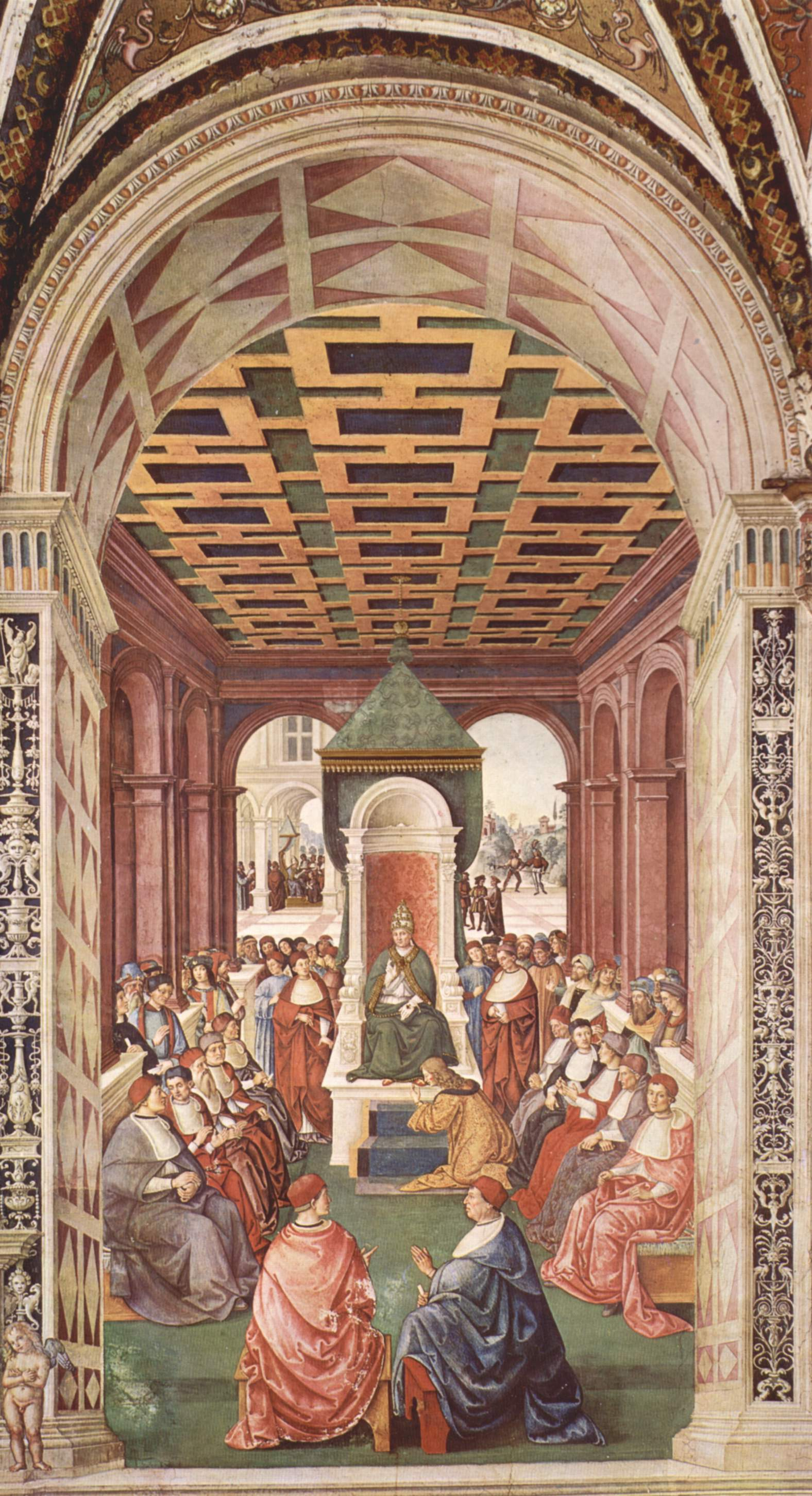
Eugeniusz IV wśród biskupów

Bullą z dnia 18 września 1437 roku Doctoris gentium papież Eugeniusz IV przeniósł obrady soboru bazylejskiego do Ferrary. Papież pragnął kontynuować obrady soboru w warunkach wolności od nadmiernej ingerencji czynników politycznych i radykalnych ruchów społeczno-politycznych. Koncyliarystyczny charakter orzeczeń soboru w Bazylei, który dał początek schizmie bazylejskiej oraz antypapieska postawa jego uczestników nie gwarantowały również powodzenia dziełu zawarcia unii z pojednawczo nastawionymi przedstawicielami chrześcijaństwa wschodniego, zagrożonego inwazją turecką. Zadaniem soboru miała być ponadto konsolidacja Kościoła zagrożonego tarciami wewnętrznymi i potwierdzenie stanowiska wobec zaburzeń społecznych wywołanych schizmą husycką. O wyborze Ferrary zadecydowała dostępność miasta zarówno dla papieża, jak i dla delegacji prawosławnej oraz gotowość, również finansowa, goszczenia delegatów przez markiza Mikołaja III d’Este. Do wybrania na miejsce obrad Ferrary skłoniło również papieża, kwitnące wówczas w Ferrarze studium języka greckiego, co dawało większe gwarancje porozumienia się z greckimi gośćmi soboru.
Obrady otwarto 8 stycznia 1438 roku w katedrze świętego Jerzego. Przewodniczył im delegat papieski, kardynał Mikołaj Albergati. W początkowej fazie w soborze brało udział 5 kardynałów i 20 biskupów z Włoch, Francji i Hiszpanii. Na uroczystej sesji w dniu 10 stycznia ogłoszono nieważność wszystkich orzeczeń soboru bazylejskiego z wyjątkiem dekretu dotyczącego husytów. 4 lutego przybyło do Wenecji 20 biskupów prawosławnych wraz z patriarchą Konstantynopola Józefem II i cesarzem Janem VIII Paleologiem i liczącą 700 osób delegacją. Według źródeł greckich cesarz wahał się czy przyjąć zaproszenie papieża do Ferrary, czy zaproszenie biskupów zgromadzonych w Bazylei. 15 lutego odbyła się trzecia sesja soboru pod przewodnictwem papieża Eugeniusza IV. Uchwaliła ona kary kościelne na uczestników obrad w Bazylei oraz zasady prowadzenia obrad w Ferrarze. Na pierwszej sesji unijnej w dniu 9 kwietnia ustalono powszechny charakter soboru oraz zasady uzgadniania kwestii spornych przez komisję mieszaną liczącą po dziesięciu przedstawicieli każdej ze stron. Na czele reprezentacji prawosławnej stanęli biskup Efezu Marek Eugenik i arcybiskup Nicei Bessarion, po stronie katolickiej główną rolę odegrali: kard. G. Cesarini, prawnik Andrzej da Santa Croce i teolog J. de Torquemada.
Komisja uzgodniła program dyskusji dopiero na swoim trzecim posiedzeniu. Zgodnie z życzeniem delegacji wschodniej rozpoczęto ją od kwestii czyśćca i stanu szczęśliwości zbawionych przed powszechnym zmartwychwstaniem. 17 lipca przyjęto wspólne stanowisko dogmatyczne. 9 października rozpoczęto dyskusję nad kwestią pochodzenia Ducha Świętego. Naciski ze strony papieża i cesarza, dążących do szybkiego zawarcia unii, nie wpłynęły na przyspieszenie obrad. Tymczasem wyczerpywały się zasoby pieniężne jakie papież i Mikołaj III d’Este przeznaczyli na podejmowanie uczestników soboru. W tej sytuacji Eugeniusz IV przyjął korzystną propozycję Kosmy Medyceusza przeniesienia obrad do Florencji.

### We Florencji
Bullą Decet oecumenici consilii wydaną podczas V sesji soborowej 10 stycznia 1439 roku papież przeniósł obrady soboru do Florencji. Wkrótce wybuch zarazy w Ferrarze skłonił do przeniesienia się do Florencji za papieżem również delegacji prawosławnej. 13–14 lutego przybyli do Florencji Jan VIII i Józef II. 28 lutego przyjęto dalszy porządek obrad. 9 czerwca delegacja prawosławnych metropolitów: Kijowa, Mityleny, Trebizondy i Nicei przyjęła w obecności papieża uzgodnioną formułę nauki o pochodzeniu Ducha Świętego oraz przedłożyła propozycję sformułowań nauki o czyśćcu, prymacie papieża i szczegółowych kwestii dotyczących sprawowania Eucharystii. Śmierć patriarchy Józefa II, 9 lub 10 czerwca, spolaryzowała stanowiska delegatów prawosławnych, szczególną nieufność opozycjonistów wywołał latynizujący testament patriarchy tak zwana Extrema sententia z 9 czerwca. 28 czerwca przystąpiono do pospiesznego redagowania bulli zjednoczeniowej Laetentur caeli, zawierającej uzgodnienia w czterech dyskutowanych kwestiach teologicznych oraz uznanie unii obydwu Kościołów. Została ona podpisana 5 lipca 1439 roku; spośród delegatów greckich złożenia podpisu odmówił Marek Eugenik. 6 lipca bulla została uroczyście ogłoszona w katedrze florenckiej, po łacinie przez kardynała Cesariniego i po grecku przez arcybiskupa Bessariona.
Na podstawie potwierdzonych przez sobór uprawnień papieskich Eugeniusz IV próbował w następnych tygodniach przeprowadzić dalsze reformy w Kościele greckim. Delegaci bizantyńscy odrzucili jednak propozycję wyboru nowego patriarchy przez papieża, oparli się również naciskom, by dokonać jego wyboru we Florencji. Nie podjęli również dyskusji nad zniesieniem rozwodów w Kościele Wschodnim. Sprzeciwili się również sugestii potępienia Marka Eugenika. 26 lipca delegacja grecka odpłynęła z Włoch.

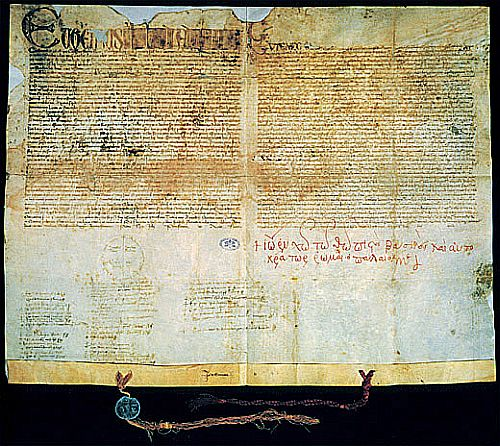
Bulla zjednoczeniowa z 1439 roku

Po ogłoszeniu bulli zjednoczeniowej, w lipcu 1439 roku przybyła do Florencji delegacja Kościoła ormiańskiego wysłana przez katolikosa Cylicji Konstantyna VI (1429–1439). Delegacja ormiańska uznała formułę soborową dotyczącą kwestii Filioque, postanowienia soboru chalcedońskiego o dwóch naturach w Chrystusie, uzgodniła ponadto szczegółowe kwestie liturgiczne i prawne. 22 listopada 1439 roku została promulgowana bulla Exultate Deo zwana również Decretum pro Armeniis. Jej postanowienia przyjął 4 września 1440 roku nowy katolikos Cylicji Grzegorz, zapoczątkowując tym samym tradycję składania przez patriarchów tego Kościoła wyznania wiary na ręce papieży.
Ostatnim etapem obrad soboru we Florencji były uzgodnienia z delegatami Kościoła Koptyjskiego, które na polecenie patriarchy Jana XI i cesarza Etiopii Zery Jaykoba prowadzili opat klasztoru świętego Antoniego Andrzej, diakon Piotr i mnich z etiopskiego klasztoru w Jerozolimie Nikodem. Ogłoszona 4 lutego 1442 roku bulla Cantate Domino zwana również Decretum pro Jacobitis zawierała zachodnią interpretację unii hipostatycznej, naukę o roli Maryi w tajemnicy Wcielenia, potępienie nauki Nestoriusza i Eutychesa oraz odrzucenie niektórych żydowskich praktyk religijnych (między innymi obrzezania i zakazu spożywania pokarmów nieczystych).

### W Rzymie
28 września 1443 roku obrady soboru zostały przeniesione do Rzymu. I sesja obrad rzymskich odbyła się 14 października, jej akta zaginęły. Przebieg końcowego okresu soboru jest znany głównie z treści ogłaszanych wówczas bulli papieskich. W 1443 roku unię z Rzymem podpisał poseł króla Bośni Stefana Tomasza. 30 września 1444 roku na podstawie bulli Multa et admirabilia do unii przystąpił Kościół jakobicki Syrii i Mezopotamii reprezentowany przez arcybiskupa Abdallaha z Edessy wysłannika patriarchy Ignacego Behnama IX. Wysłanie przez papieża arcybiskupa Andrzeja Chryzobergesa do diaspory nestoriańskiej i maronickiej na Cyprze, spowodowało ich przystąpienie do unii, potwierdzone bullą Benedictus sit Deus 5 sierpnia 1445 roku, potwierdzoną przez metropolitę nestorian Tymoteusza z Tarsu i wysłannika biskupa maronickiego Eliasza.

## Doktryna

### Filioque
Sobór w swoich głównych dokumentach stworzył teologiczne podstawy doktrynalnej jedności chrześcijaństwa. Ze strony zachodniej, ich autorami byli teologowie skupieni wokół papieża: G. Cesarini, J. de Torquemada i I. J. Stojković, ze strony wschodniej: patriarcha Józef II, Bessarion, Marek Eugenik, Jerzy Scholar i Jerzy Gemist-Pleton. Ogólną cechą przyjętych uzgodnień było zachowanie sformułowań teologii zachodniej. W kwestii pochodzenia Ducha Świętego uznano, że w pismach Ojców Kościoła łacińskich i greckich nie występują różnice co do nauki o Trójcy Świętej, a zwłaszcza o pochodzeniu Ducha Świętego od Ojca i Syna. Spotykane u Ojców Greckich sformułowanie o pochodzeniu Ducha Świętego „od Ojca przez Syna”, zostało uznane za wyrażające tę samą treść co łacińskie Filioque. Przyjęto, pochodzące od świętego Augustyna, a bliższe teologii zachodniej sformułowanie:

Duch Święty pochodzi wiekuiście od Ojca i Syna, i swoją istotę (essentia) i swoje istnienie (esse subsistens) ma jednocześnie od Ojca i od Syna, i od Obydwu jakby od jednej zasady i jednego tchnienia (spiratio) pochodzi.

Uznano za uzasadnione i teologicznie poprawne dodanie przez Kościół katolicki Filioque do wyznania wiary.

### Kwestie eschatologiczne
Pod wpływem Kościoła Wschodniego do eschatologii wprowadzono naukę o proporcjonalności nagrody i kary wiecznej w zależności od zasługującej wartości czynów ludzkich. Potępienie nieochrzczonych, jak i tych którzy umierają w stanie grzechu śmiertelnego następuje bezpośrednio po śmierci. W kwestii czyśćca sobór przyjął za soborem lyońskim II, że dusze umierających w stanie łaski, ale bez pełnego zadośćuczynienia za popełnione grzechy muszą poddać się po śmierci oczyszczeniu. Żyjący wierni mogą je wspomagać ofiarą odpustów, uzyskiwanych według wskazań Kościoła, przez msze, modlitwy i jałmużny. W dokumencie końcowym przemilczano, dyskutowaną wcześniej kwestię kary ognia. Oglądanie Boga możliwe jest dopiero po oczyszczeniu, jedynie dusze błogosławionych dostępują go bezpośrednio po śmierci.

### Kwestie liturgiczne
Przyjęto ważność zarówno chleba przaśnego używanego w liturgii zachodniej, jak i chleba kwaszonego używanego na Wschodzie. W kwestii roli Ducha Świętego w przeistoczeniu, prawosławni, dążąc do zachowania własnej pneumatologii, uznawali konsekracyjną wartość samej anamnezy, podważaną w czasie dyskusji, i zgodzili się, by nie wydawano orzeczenia o epiklezie.

### Prymat papieża
Ojcowie soborowi stwierdzili przewodnią rolę biskupa rzymskiego wobec całego Kościoła, uznając go prawdziwym zastępcą Chrystusa i następcą świętego Piotra. Uznali jednak, że funkcje pasterskie i kierownicze powinien pełnić uwzględniając postanowienia soborów ekumenicznych i świętych kanonów. Przyjęto również następującą hierarchię stolic patriarszych: Rzym, Konstantynopol, Aleksandria, Antiochia i Jerozolima. W opinii ojców soborowych przyjęte postanowienia znosiły mur dzielący Kościół.